# Joanne Kiesanowski
Joanne Marie Kiesanowski (nascida em 24 de maio de 1979) é uma ciclista profissional neozelandesa, que conquistou a medalha de prata na corrida de scratch feminina nos Jogos da Commonwealth de 2010. É casada com Jeff Pierce, um ex-ciclista profissional.
Participou de três olimpíadas, em Atenas 2004, Pequim 2008 e Londres 2012, obtendo o melhor resultado em Londres ao terminar na sétima posição competindo na prova omnium feminino.